# 아타리 2600
아타리 2600(Atari 2600)은 아타리 주식회사가 개발하고 발매한 가정용 비디오 게임기이다. 1977년 9월 아타리 비디오 컴퓨터 시스템(Video Computer System, 아타리 VCS)라는 제목으로 처음 발매됐다. 앞서 1976년 페어차일드 채널 F가 사용한 마이크로프로세서 기반 하드웨어와 롬 카트리지 저장매체를 채택해 해당 구조를 산업 표준으로 자리매김했다. 발매 당시 조이스틱 2개, 패들 컨트롤러 한 쌍과 게임 카트르지 한 장을 동봉했으며, 동봉 게임은 초기에는 《컴뱃》, 후기에는 《팩맨》을 지급했다. 1982년 11월 아타리 5200를 출시하면서 제품명을 현재의 '아타리 2600'로 변경했다.
기업 아타리는 본래 아케이드 비디오 게임을 전문으로 개발했으나 개발비용과 수명의 한계가 문제점으로 지적받자 당시 CEO 놀런 부슈널가 가정용 기기 제작을 주문하면서 제품이 기획됐다. 1975년 모스 테크놀로지의 저가형 마이크로프로세서가 등장하면서 제품설계를 성사할 수 있었다. 아타리 부서 시안 엔지니어링이 개발을 담당했으며 암호명은 '스텔라'였다.
아타리 VCS는 1977년 용량 2KB 카트리지에 담긴 9종 비디오 게임들과 함께 출시됐다. 기기의 첫 킬러 앱은 타이토 제작 1980년 아케이드 게임 《스페이스 인베이더》의 가정용 이식판이었다. VCS가 선풍적 인기를 끌어 상업적 성공을 거두자 액티비전같은 서드파티 게임 개발사들이 대거 설립됐으며 마텔과 콜레코같은 경쟁 제조사도 시장에 참여했다. 개발환경이 성숙하면서 동시발매 게임들보다 용량 4배 이상의 카트리지를 사용하고 발달된 그래픽과 게임플레이를 갖춘 게임들이 등장했으며 대표 유행작품으로 액티비전의 《피트폴!》가 있었다.
1982년, 아타리 2600는 북미에서 가장 점유율이 높은 게임기였다. 하지만 인텔리비전 및 콜레코비전같은 경쟁기기의 부상과 아타리 임원진의 오책으로 인해 저조세로 접었다. 당시 주목받았으나 발매 후 혹평을 받은 2종의 게임 《팩맨》과 《E.T. 디 엑스트라 터레스트리얼》는 기기와 기업의 명성 모두 타격을 입혔다. 《팩맨》은 아타리 2600의 가장 많이 팔린 게임이 됐으나 《E.T.》는 상업적 실패를 거둬 하락세에 박차를 가했다. 이 2종 게임을 포함해 시장에 범람한 저질게임들은 1983년 비디오 게임 위기를 촉발한 주요원인으로 지목받는다.
1984년, 워너 브라더스는 손해가 막심했던 아타리를 전 코모도어 CEO 잭 트라미엘에게 매각했다. 1986년, 트라미엘이 구조조정해 설립한 아타리 코퍼레이션이 저가형 2600와 하위호환가능기기 아타리 7800를 발매했으나 앞서 1985년 닌텐도가 북미 지역에서 출시한 패밀리 컴퓨터의 점유율을 탈환하는 데 실패했다. 아타리 2600는 1992년 1월 1일 누적판매량 3천만 대를 기록하며 공식적으로 생산을 중단했다.

## 역사

### 개발
1973년 아타리의 사이앤 엔지니어링(Cyan Engineering) 연구팀은 차세대 비디오 게임기로 스텔라라는 시제품을 개발하기 시작했다. 개발을 처음할 당시 소형 컴퓨터의 프로그램은 보통 카셋트 테이프나 디스크, 종이 테이프에 저장되었는데 1970년대초 휴렛 팩커드가 판매한 데스크톱 컴퓨터인 HP 9830은 롬 카트리지로 프로그램을 추가할 수 있었으며 이를 게임기에 사용하려고 생각했다. 1976년 8월 페어차일드 반도체(Fairchild Semiconductor)에서 자사의 CPU를 사용한 비디오 엔터테인먼트 시스템(VES: Video Entertainment System)을 발매하였는데 최초로 롬 카트리지를 이용해 게임을 교체, 실행할 수 있는 게임기였다. 당시 아타리는 퐁 시스템의 판매 둔화로 자금 압박을 받고 있었는데 놀런 부슈널은 스텔라의 완성을 위해 1976년 아타리를 워너 커뮤니케이션에게 2,800만달러에 매각했다. 성공의 열쇠는 TIA 칩의 개발을 맡고 있던 제이 마이너의 손에 달려 있었는데 발매전까지 칩의 완성과 오류 수정을 한번에 끝내야했다. 1977년 발매되기 전까지 총 개발 비용은 1억 달러 가까이 투입되었다.

### 발매와 성공
2600의 초기 가격은 199달러로 9개의 게임과 같이 발매되었다. 페어차일드의 VES와 경쟁하게 된 2600은 VES에 대항해 비디오 컴퓨터 시스템(VCS: Video Computer System)이라 이름 붙였는데 페어차일드는 게임기 이름을 채널 F(Channel F)로 바꾸었다. 2600은 시어스(Sears, Roebuck and Company) 상점에서 시어즈 비디오 아케이드(Sears Video Arcade)라는 이름으로도 판매되었다.
1977년 한 해 동안 아타리는 25만대의 VCS를 판매하였으며 발매 첫 해 동안 캘리포니아 서니베일에서 제조하였는데 두꺼운 내부 RF 실드와 함께 두꺼운 프라스틱 케이스로 무게를 가중시켰다. 1년 후 제조 공장을 홍콩으로 옮겨 이전보다 얇은 RF 실드와 플라스틱 케이스로 변경되었다. 1978년에는 55만대 만이 판매되어 아타리의 이러한 적자는 경영자들 사이에 불화를 일으키게 되었고 아타리 창립자인 놀런 부슈널은 회사를 떠나게 된다.
1979년 아타리 2600은 전용 게임으로 크리스마스 선물의 베스트셀러가 되었고 100만 대가 판매되었다. 또 아타리는 당시 폭발적인 인기를 얻고 있던 타이토의 아케이드 게임 스페이스 인베이더(Space Invaders)를 1980년 1월 발매해 2백만대의 게임기를 판매하였다. 2600과 카트리지는 1980년 한 해 동안 아타리에게 20억 달러의 수익을 안겨주었으며 판매량은 매년 2배씩 증가해 1982년에는 800만 대의 2600이 판매되었다.

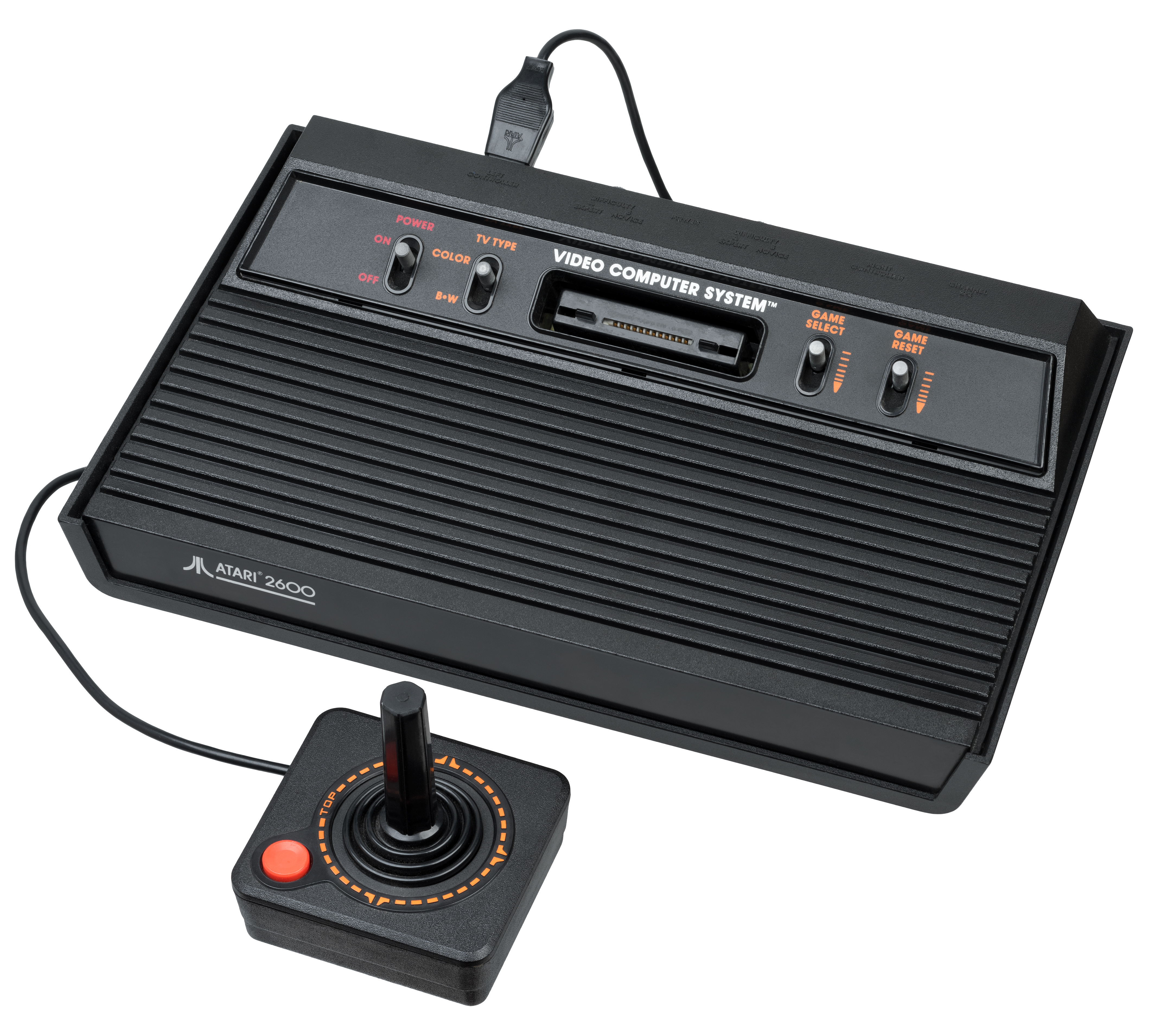
아타리 2600 다스 베이더

1980년 아타리는 이전의 6 스위치 모델과 거의 동일한 모양의 전면에 4개의 스위치를 가진 개량판을 출시했다. 1982년 나무 무늬가 없는 다른 4 스위치 모델도 출시했는데 검은색 외장으로 다스 베이더(Darth Vader)라는 별명을 얻었으며 정식 명칭은 같은해 발매된 아타리 5200과 같이 아타리 2600으로 변경되었다. 아타리 2600은 일본에서 "카세트 TV 게임"(Cassette TV Game)이라는 이름으로 판매되었다.
아타리는 무선 버전인 아타리 2700과 4개의 컨트롤러 포트와 패들과 조이스틱을 하나로 합친 새로운 컨트롤러를 가진 아타리 2800을 개발했는데 2700은 설계 결함으로 판매되지 않았고 2800은 1983년 일본에 판매했으나 닌텐도 패미컴의 발매로 밀려나게 되었다.

### 시어즈 텔레게임즈 2600 시리즈

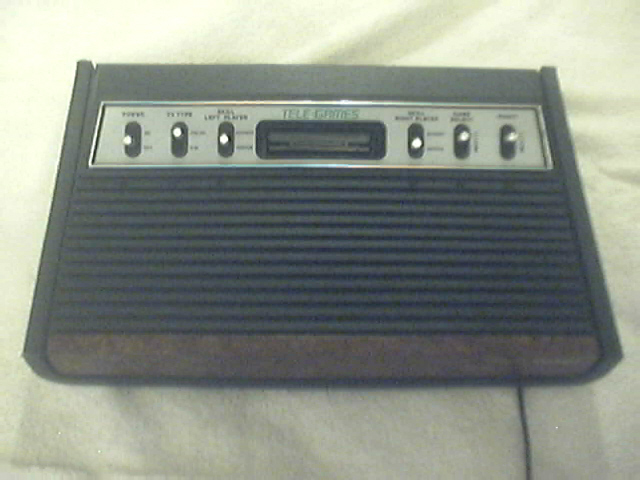
시어즈 텔레게임즈 2600

아타리는 1975년 퐁 게임기 시절부터 시어즈에 텔레게임즈라는 상표로 OEM 판매를 지속해 나갔다. 시어즈는 1977년부터 1983년까지 시어즈 비디오 아케이드 시리즈로 여러 버전의 2600을 판매하였는데 1977년에는 Rev. A의 헤비 식서 모델, 1980년에는 Rev. B의 4 스위치 모델, 1983년에는 아타리 2800을 시어즈 비디오 아케이드 II로 판매하였다. 또 시어즈는 아타리의 게임을 텔레게임즈 상표로 판매하였는데 스티플체이스(Steeplechase), 스텔라 트랙(Stellar Track), 서브마린 커맨더(Submarine Commander)는 시어즈에서만 독점 판매되었다.

### 내리막
아타리가 성장을 계속하던 당시 아타리는 실리콘 밸리에 거대한 연구소를 운영했는데 비디오 게임 회사와는 걸맞지 않는 프로젝트에 많은 연구비를 사용했으며 그 중 대부분은 세상에 나오지도 못한 채 사라졌다. 차세대 게임기 개발은 계속 실패하고 있었지만 워너는 2600의 판매가 끝없이 계속될 것 같았고 아타리가 워너 수익의 반이상을 차지하고 있었기 때문에 방관하고 있었다.
아타리는 팩맨(Pac-Man)과 이티(E.T.) 같은 재고 게임을 대량으로 출하하였고 서드파티의 질 낮은 게임들은 1983년 비디오 게임 위기의 원인이 됐다. 아타리의 규모에 비례해 손실도 컸는데 붕괴 기간 동안 하루에 10,000달러의 손실이 있었으며 워너는 1984년 아타리의 인수자를 물색하기 시작했다.

### 회생

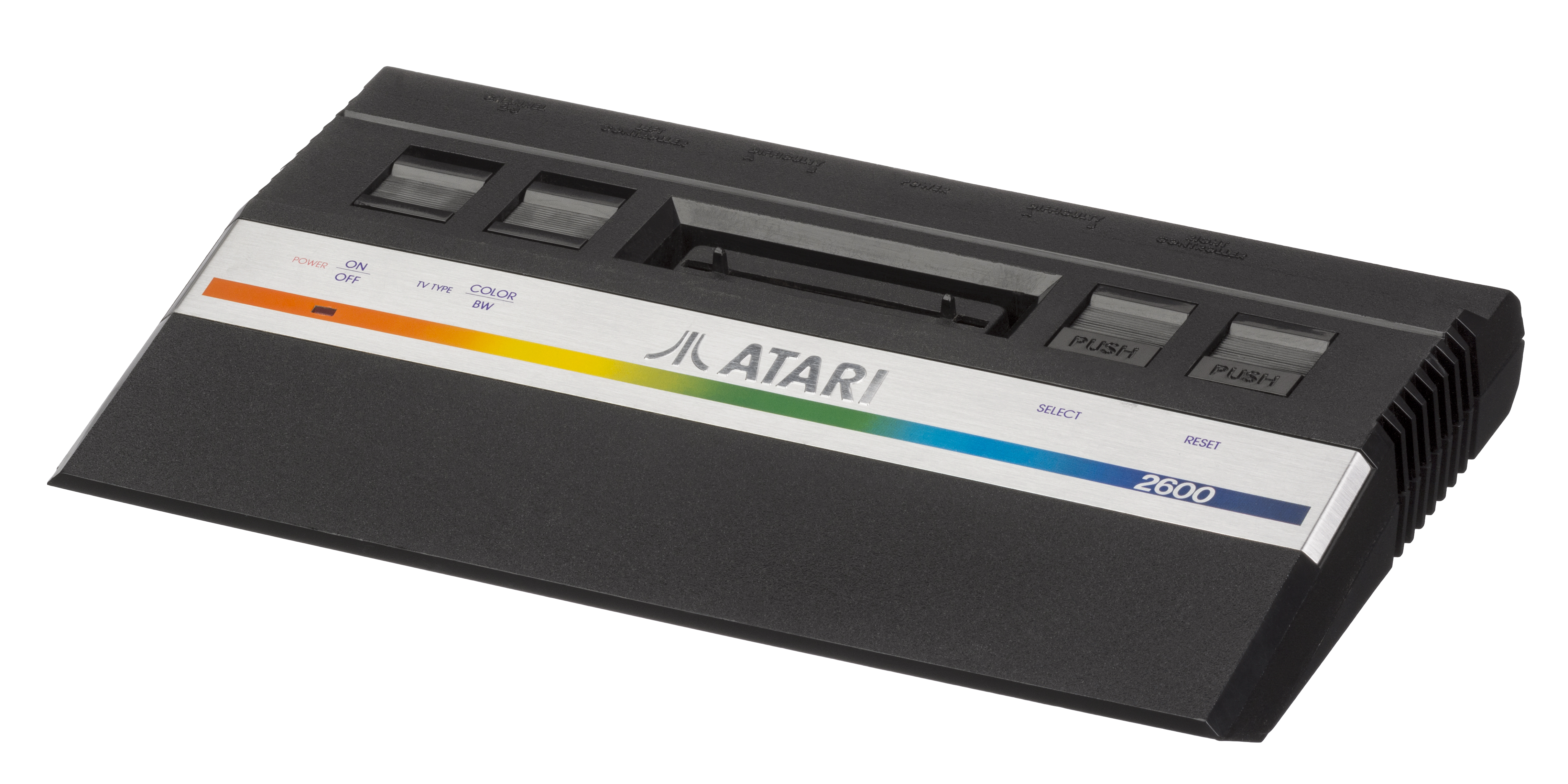
아타리 2600 주니어

1984년 워너는 아타리를 코모도어 비즈니스 머신스(Commodore Business Machines)의 창업자인 잭 트래미얼(Jack Tramiel)에게 매각하였다. 트래미얼은 가정용 컴퓨터에 집중하기 위해 2600용 가필드(Garfield)와 5200용 슈퍼 팩맨(Super Pac-Man)을 포함한 모든 게임기용 게임 개발을 중지시켰다. 1986년 2600 주니어라는 새로운 디자인의 2600이 발매되었는데 이 기기는 2년 전 발매할 계획에 있었던 것으로 약간의 생산비 절감을 이루었다. 2600 주니어는 저렴한 가격과 많은 고전 게임을 할 수 있다는 것을 광고했으며 아타리와 액티비전이나 프로고(Froggo), 에픽(Epyx), 앱솔루트 엔터테인먼트(Absolute Entertainment), 익서스(Exus) 같은 다른 서드 파티들이 다시 게임을 제작하게 되었다. 아타리 2600은 1990년까지 미국과 유럽에서 판매되었으며 아시아에서는 1990년대초까지 판매가 계속되었다. 마지막 아타리 라이선스 게임은 클락스(KLAX)로 1990년 발매되었다. 1992년 1월 1일 단종될때까지 대략 4,000만대가 판매되었으며 발매 게임수도 900개가 넘는다고 한다. 아타리 2600은 단종되었지만 홈브루 게임들이 계속 개발되고 있으며 TV 보이같은 복제 게임기들도 판매되고 있다. 그리고 2005년 40개의 게임을 내장하고 있으며 오리지널 2600 게임 카트리지와 컨트롤러를 사용할 수 있는 아타리 플래시백 2(Atari Flashback 2)가 발매되었다.

## 하드웨어 특징

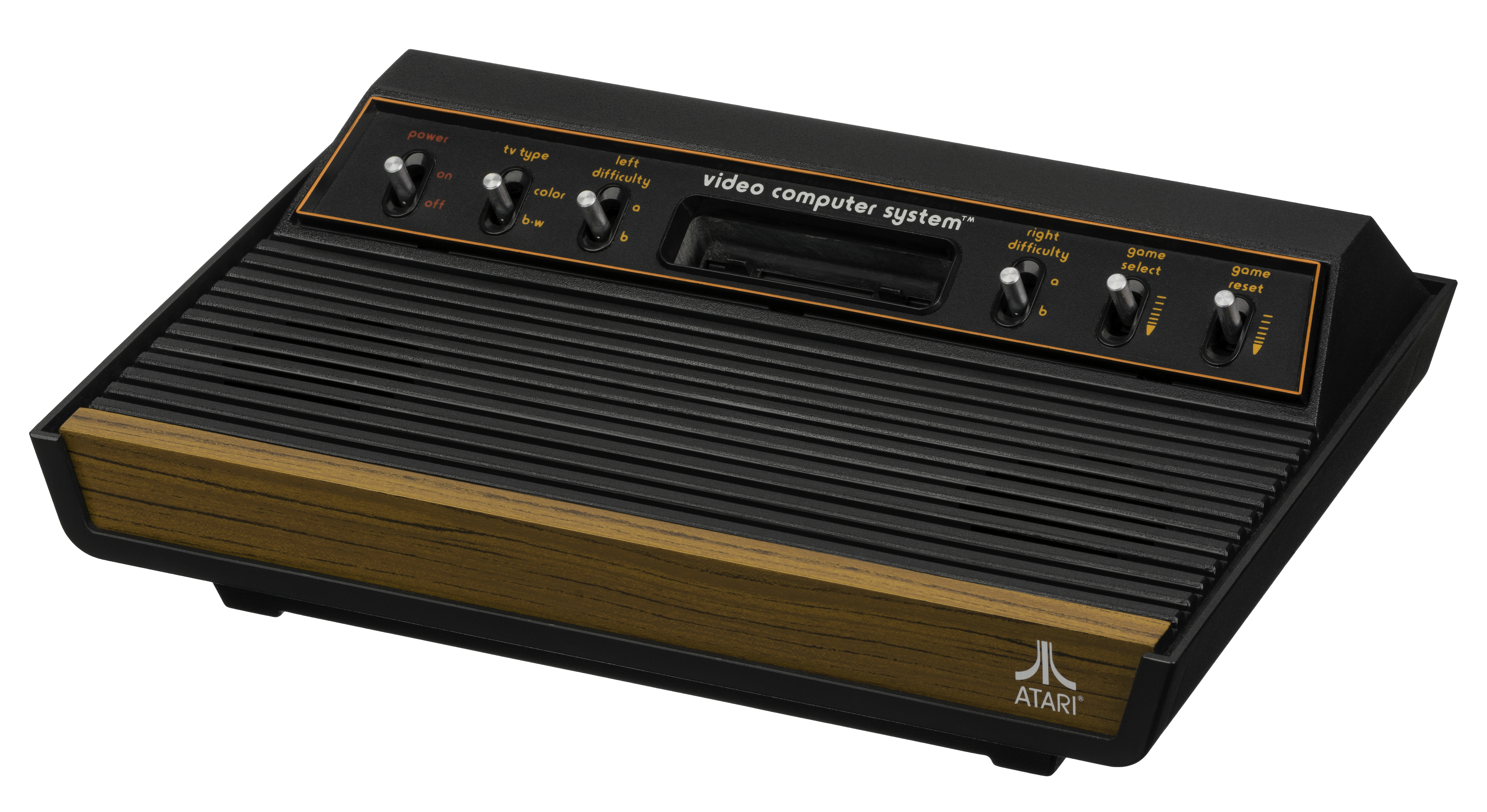
아타리 2600
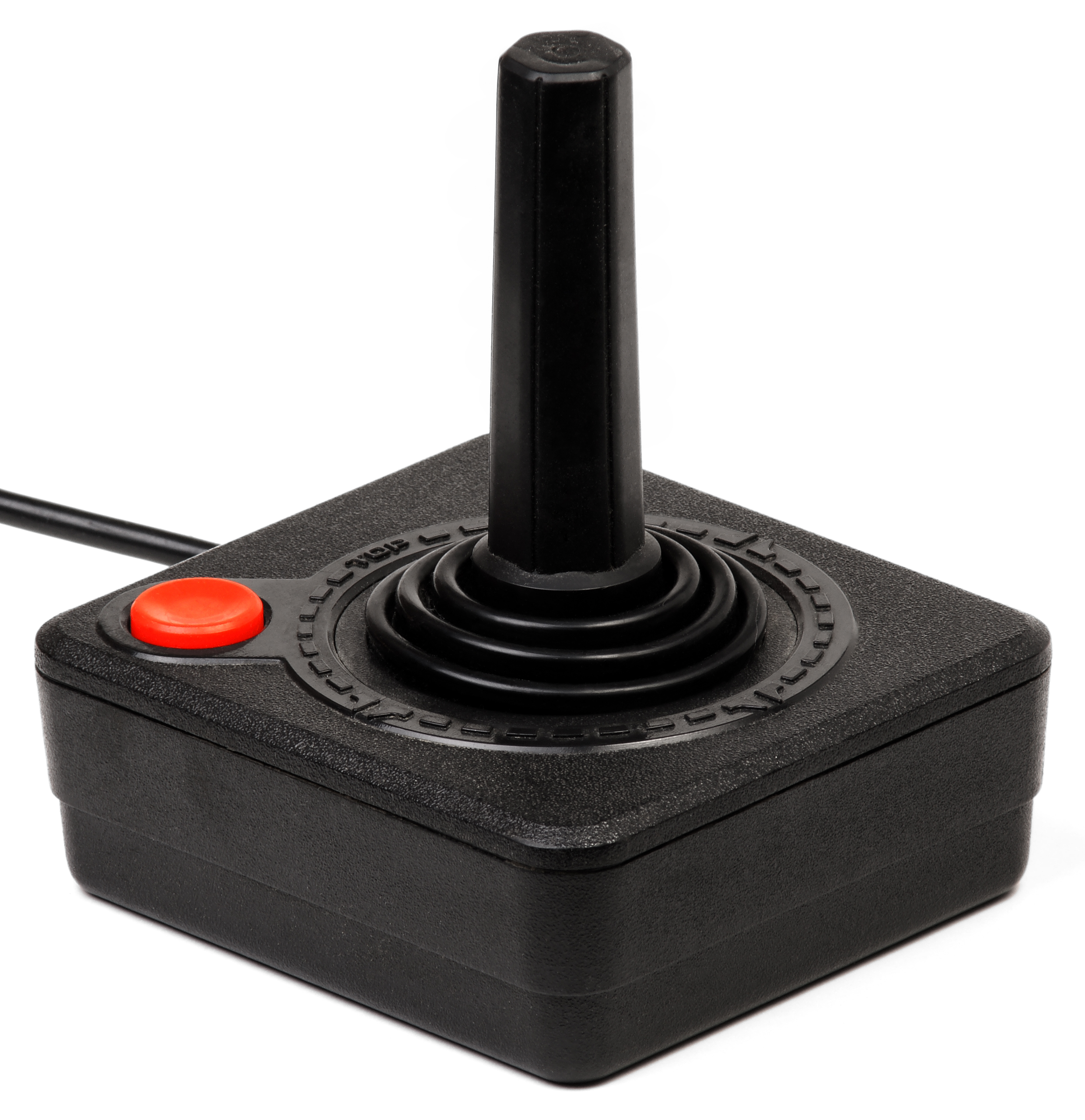
아타리 2600 조이스틱
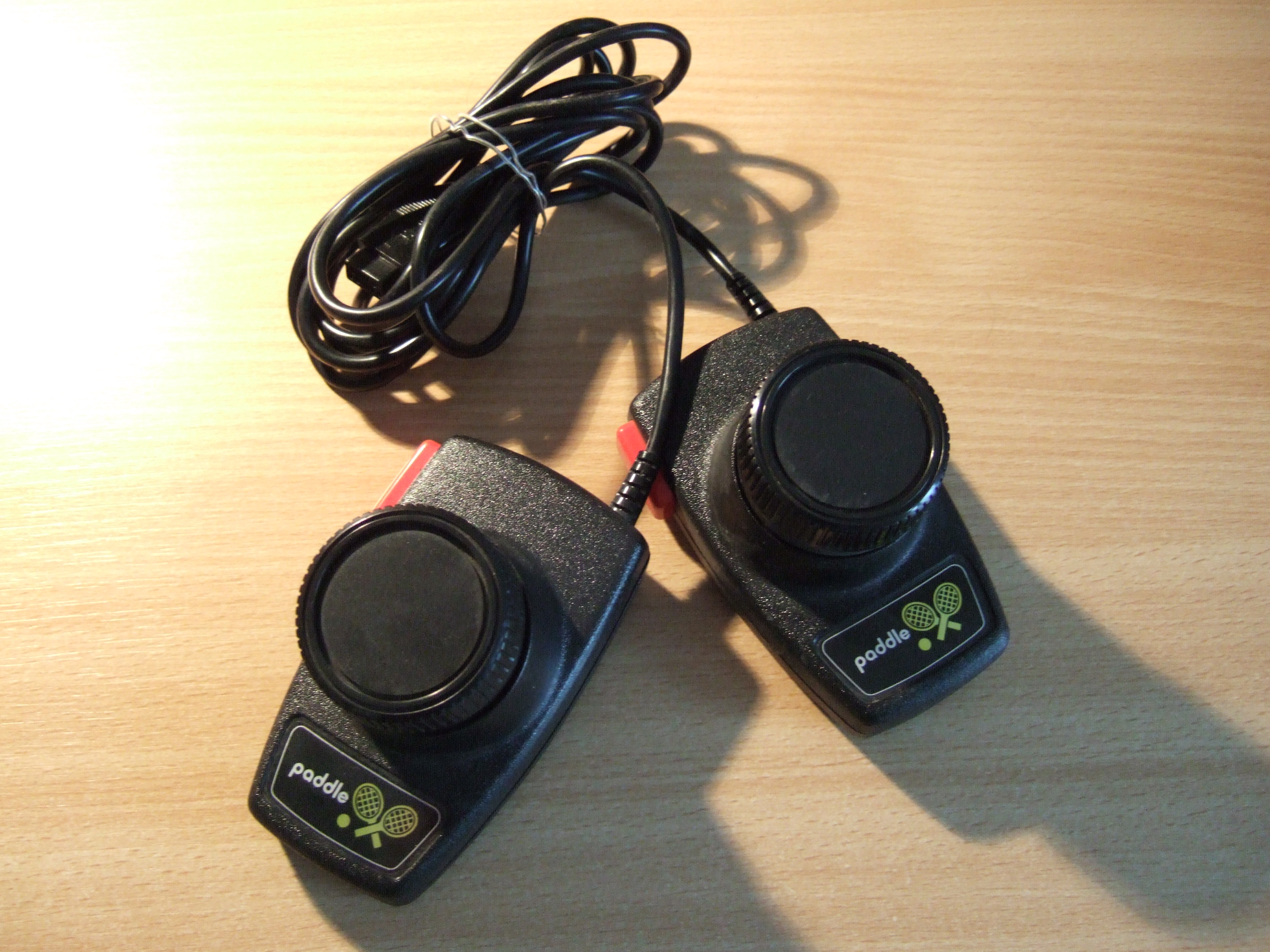
아타리 2600 패들

2600의 CPU는 MOS 6502의 저가형 버전인 MOS 6507로 1.19MHz로 동작한다. 6507은 메모리 어드레스 라인을 16개에서 13개로 줄이고 외부 인터럽트를 없애 28핀 패키지로 축소하였다. 당시 메모리는 가격이 아주 비쌌는데 6507은 최대 메모리 8KB의 메모리를 사용할 수 있었지만 4KB이상의 메모리를 사용할 것이라고는 생각하지 못했기 때문에 24핀의 카트리지 소켓에서 13비트의 어드레스 라인 중 1개를 칩 셀렉트 용도로 사용하고 나머지 12비트인 4KB만이 게임 저장용으로 사용되었다. 그러나 후기 게임에서는 이런 한계를 뱅크 스위칭으로 극복했다.
2600은 콜 스택과 게임의 상태를 포함한 런타임 데이터를 위해 128바이트의 램이 있었다.
2600의 그래픽 칩인 TIA는 당시 램이 너무 비쌌기 때문에에 그래픽 램이 없이 한번에 하나의 비디오 라인을 생성했는데 레지스터의 비트 패턴으로 만든 배경에 8픽셀로 이루어진 2개의 비트맵 스프라이트와 2개의 미사일, 하나의 볼 같은 5개의 단색 오브젝트를 겹쳐 한 개의 라인을 그려냈다. 그리고 VBLANK 기간 동안 모든 오브젝트의 충돌 감지와 위치 변경, 색상 조정등과 함께 입력 작업을 실행한다.
2600은 두개의 조이스틱과 패들이 동봉되어 있었다. 조이스틱은 버튼 하나와 디지털 4방향 스틱으로 구성되어 있다. 패들은 아날로그로 동작하며 양방향으로만 움직일 수 있으며 퐁, 브레이크아웃 (비디오 게임), 서커스 아타리 등에 사용할 수 있다.
컨트롤러의 연결단자는 MSX와 세가 마스터 시스템, 또 메가드라이브와 같은 규격으로 호환이 가능하다. 이 외에 무선으로 조작하는 컨트롤러와 발로 조작하는 컨트롤러도 출시되었다.

## 아타리 2800

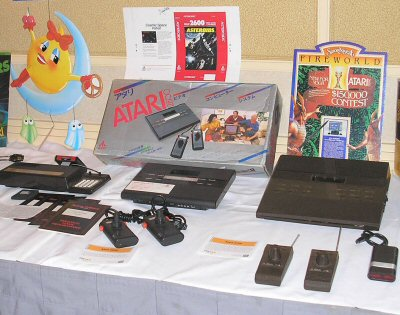
아타리 2800

아타리 2800은 1983년 5월에 출시된 일본판 아타리 2600이다. 2800은 일본 시장에서 별로 큰 성과를 거두지 못했는데 당시 일본의 비디오 게임 시장을 닌텐도의 패밀리 컴퓨터가 2달 뒤에 나와 일본 시장을 선점했었기 때문이다.
코드네임은 '신디(Cindy)'이며 아타리의 엔지니어인 조 틸리(Joe Tilly)가 설계하였다. 2800은 이름만 바뀐 것 외에 여러 가지 달라진 점이 있었는데, 4개의 컨트롤러 포트 대신 본체와 합쳐진 두가지 컨트롤러가 있다. 8방향 디지털 조이스틱과 270도 패들은 존 앰버(John Amber)가 디자인하였다.
2800의 케이스 디자인은 기존 2600의 케이스와 다른 디자인이며 2600와 달리 겉면이 평평하며 스위치도 비돌출 형태로 되어 있다.
2800에는 약 30여개의 게임이 출시되었다. 패키지에는 2600 게임의 패키지와 닮은 실버/레드 색상이며 롬 카트리지는 2600과 동일한 라벨이 붙여있다. 대신, 언어가 일본어로 되어 있는 차이가 있다.

## 사양
- CPU : MOS 6507 1.19MHz
- 비디오/오디오 : TIA
  - 해상도 160 * 192, 128색 팔레트 중 한 라인에 최대 4색 표시
    - 색상 팔레트는 TV 방식에 따라 다른데 NTSC는 128색, PAL은 104색, SECAM은 8색 팔레트였다.[10]

  - 2 채널 모노 사운드, 1 정현파(square wave), 1 화이트 노이즈
- RAM : MOS 6532 128바이트 (게임 카트리지 내부에 추가 가능)
- ROM : 카트리지 최대 용량 4KB (뱅크스위칭으로 32KB이상 지원)
- 입력 : MOS 6532 컨트롤러
  - 2개의 DE-9 컨트롤러 포트, 한 개의 버튼을 가진 조이스틱, 패들, 트랙볼, 드라이빙 컨트롤러, 12키(0–9, #, *) 키보드 컨트롤러
  - 본체의 6개 스위치: 파워 온/오프, TV 신호(흑백/컬러) 선택, 각 플레이어의 난이도(A/B) 선택, 셀렉트, 리셋 스위치
    - 파워 스위치를 제외하고 나머지 스위치는 게임에서 다른 용도로 설정 가능
    - 4 스위치 모델에서는 난이도 선택 스위치가 본체 뒷면으로 이동
- 출력 : RCA 커넥터 (흑백 및 컬러 텔레비전의 그래픽과 사운드를 전송한다. 각 나라별로 NTSC, PAL, SECAM 방식을 지원한다.)

## 각 모델의 특징
CX2600 Sunnyvale1977년 발매된 첫 모델, 묵직한 알루미늄 RF 실드와 케이스 밑부분이 1/2인치의 두꺼운 플라스틱으로 곡선 형태로 되어 있어 다른 모델과 구분이 쉽다. 별명은 헤비 식서(Heavy Sixer)
CX26001978년 판매된 모델로 2년 동안 판매되었다. 이전 모델 보다 케이스 아래 부분이 얇고 각이 져 있다. 또 본체 밑부분 오른쪽에 TV 채널 선택 스위치가 추가되었다. 별명은 라이트 식서(Light Sixer)
CX2600-A1980년 판매된 모델, 난이도 선택 스위치가 축소되어 본체 뒷면으로 이동되었다.
아타리 26001982년 판매된 모델로 2600이라는 이름을 처음 사용했다. 나무 무늬없는 올 블랙 케이스로 다스 베이더(Darth Vader)라는 별명을 얻었다.

## 서드 파티 주변 기기
스타패쓰 슈퍼차저(Starpath Supercharger)카트리지에 6KB의 추가 램과 카셋트 플레이어와 연결하는 커넥터가 있어 게임을 카셋트 테이프에 저장할 수 있으며 추가 램을 활용한 게임도 발매되었다.
게임라인 마스터 모듈(Gameline Master Module)전화선을 사용하여 1달러에 게임을 다운로드 받을 수 있는 모뎀 카트리지로 일정 시간 동안 다운로드 받은 게임을 플레이 할 수 있었다.
요코 게임 복사기(Yoko Game Copier)빈 카트리지에 게임을 복사하는 장치, 유럽의 C.K.B.에서 발매되었다

## 참고 자료
1. ↑  “Atari VCS (Atari 2600)”. 《A Brief History of Game Console Warfare》. BusinessWeek. 2014년 7월 15일에 원본 문서에서 보존된 문서. 2008년 1월 31일에 확인함.
2. ↑  Jeremy Reimer (2006년 9월 1일). “EA's Madden 2007 sells briskly, but are games gaining on movies?”. Ars Technica. 2008년 2월 23일에 원본 문서에서 보존된 문서. 2008년 1월 31일에 확인함.
3. ↑  Kent, Steven (2001). 《The Ultimate History of Video Games》. Three Rivers Press. ISBN 0-7615-3643-4.
4. ↑  On Game Design: A History of Video Games
5. ↑  아타리 2600 포장 케이스 사진
6. ↑  “아타리 2700 와이어리스 비디오 컴퓨터 시스템”. 2012년 7월 21일에 원본 문서에서 보존된 문서. 2008년 2월 1일에 확인함.
7. ↑  AtariAge - 2600 콘솔과 클론
8. ↑  AtariAge - 시어즈 게임 카트리지
9. ↑  “The Atari 2800 System”. 2016년 5월 23일에 원본 문서에서 보존된 문서. 2014년 1월 26일에 확인함.
10. ↑  아타리 2600 TIA 색상표
11. 1 2 3  아타리가이드의 2600 모델들